# Hogna proterva
Hogna proterva Roewer, 1959 è un ragno appartenente alla famiglia Lycosidae.

## Caratteristiche
I cheliceri sono di colore marrone tendente al nero, la parte frontale è ricoperta di una peluria grigia e bianca.
L'olotipo femminile rinvenuto ha lunghezza totale è di 17 mm; la lunghezza del cefalotorace è di 7 mm e quella dell'opistosoma è di 10 mm.

## Distribuzione
La specie è stata reperita nella Repubblica Democratica del Congo settentrionale: nei pressi della città di Kisangani (all'epoca del raccoglimento degli esemplari era denominata Stanleyville).

## Tassonomia
Al 2017 non sono note sottospecie e dal 1959 non sono stati esaminati nuovi esemplari.